# Episodi di Sposati... con figli (ottava stagione)
L'ottava stagione della serie televisiva Sposati... con figli è stata trasmessa in anteprima negli Stati Uniti d'America dalla Fox tra il 5 settembre 1993 e il 22 maggio 1994.
| nº | Titolo originale                           | Titolo italiano | Prima TV USA      | Prima TV Italia |
| -- | ------------------------------------------ | --------------- | ----------------- | --------------- |
| 1  | A Tisket, a Tasket, Can Peg Make a Basket? |                 | 5 settembre 1993  |                 |
| 2  | Hood in the Boyz                           |                 | 12 settembre 1993 |                 |
| 3  | Proud to Be Your Bud?                      |                 | 19 settembre 1993 |                 |
| 4  | Luck of the Bundys                         |                 | 26 settembre 1993 |                 |
| 5  | Banking on Marcy                           |                 | 3 ottobre 1993    |                 |
| 6  | No Chicken, No Check                       |                 | 10 ottobre 1993   |                 |
| 7  | Take My Wife, Please                       |                 | 24 ottobre 1993   |                 |
| 8  | Scared Single                              |                 | 7 novembre 1993   |                 |
| 9  | No Ma'am                                   |                 | 14 novembre 1993  |                 |
| 10 | Dances with Weezie                         |                 | 21 novembre 1993  |                 |
| 11 | Change for a Buck                          |                 | 28 novembre 1993  |                 |
| 12 | A Little Off the Top                       |                 | 12 dicembre 1993  |                 |
| 13 | The Worst Noel                             |                 | 19 dicembre 1993  |                 |
| 14 | Sofa So Good                               |                 | 16 gennaio 1994   |                 |
| 15 | Honey, I Blew Up Myself                    |                 | 23 gennaio 1994   |                 |
| 16 | How Green Was My Apple                     |                 | 6 febbraio 1994   |                 |
| 17 | Valentine's Day Massacre                   |                 | 13 febbraio 1994  |                 |
| 18 | Get Outta Dodge                            |                 | 20 febbraio 1994  |                 |
| 19 | Field of Screams                           |                 | 27 febbraio 1994  |                 |
| 20 | The D'Arcy Files                           |                 | 20 marzo 1994     |                 |
| 21 | Nooner or Later                            |                 | 10 aprile 1994    |                 |
| 22 | Ride Scare                                 |                 | 24 aprile 1994    |                 |
| 23 | The Legend of Ironhead Haynes              |                 | 1º maggio 1994    |                 |
| 24 | Assault and Batteries                      |                 | 8 maggio 1994     |                 |
| 25 | Al Goes Deep                               |                 | 15 maggio 1994    |                 |
| 26 | Kelly Knows Something                      |                 | 22 maggio 1994    |                 |